# Hope Springs – Die Liebe deines Lebens
Hope Springs – Die Liebe deines Lebens ist eine Filmkomödie aus dem Jahr 2003 mit Colin Firth, Heather Graham und Minnie Driver. Sie beruht auf dem Roman „New Cardiff“ von Charles Webb aus dem Jahr 2001.

## Handlung
Der britische Maler Colin Ware ist mit Vera Jones verlobt, doch sie verlässt ihn. Er fährt nach Hope Springs, Vermont, USA. Dort lernt er die Freundin der Leiterin seines Hotels, Mandy, kennen. Colin und Mandy verlieben sich.
Vera erscheint in Hope Springs, sie will Colin zurückgewinnen. Er entscheidet sich jedoch für Mandy.

## Kritiken
Mark Adams schrieb in Hollywood Reporter, der Film sei leichte Unterhaltung, aber kein Film, an den man sich erinnerte. Er lobte die „attraktiven“ und „talentierten“ Schauspieler, das Drehbuch und die Regie.
Neil Smith schrieb am 7. Mai 2003 auf BBC, einige amüsante Szenen kompensierten die logischen Schwächen des Drehbuchs. Er lobte Mary Steenburgen und Oliver Platt.